# On the Border
On the Border je třetí studiové album americké skupiny Eagles. Vydáno bylo v březnu roku 1974 společností Asylum Records. Nahráno bylo v losangeleském studiu Record Plant Studios a v londýnském Olympic Studios. Producentem dvou písní z desky byl Glyn Johns, zbylé produkoval Bill Szymczyk. Jde o první desku kapely, na níž hraje kytarista Don Felder. Kromě členů kapely zde vystupoval také Al Perkins. Nachází se zde například coververze písně „Ol' '55“ od Toma Waitse.

## Seznam skladeb
1. „Already Gone“ – 4:13
2. „You Never Cry Like a Lover“ – 4:02
3. „Midnight Flyer“ – 3:58
4. „My Man“ – 3:30
5. „On the Border“ – 4:28
6. „James Dean“ – 3:36
7. „Ol' '55“ – 4:22
8. „Is It True?“ – 3:14
9. „Good Day in Hell“ – 4:27
10. „Best of My Love“ – 4:35

## Obsazení
- Don Felder – kytara
- Glenn Frey – zpěv, kytara, klavír
- Don Henley – zpěv, bicí
- Bernie Leadon – zpěv, kytara, banjo, pedálová steel kytara
- Randy Meisner – zpěv, baskytara
- Al Perkins – pedálová steel kytara